# Achatius Klimax
Achatius Klimax war ein Heiliger und Eremit in Kleinasien. Er lebte im 5. Jahrhundert in der Nähe des Klosters am Monte Latrum in Karien (Südwesttürkei). 

## Name
Seinen Beinamen Klimax (Leiter) erhielt Achatius, da er in dem Werk „Klimax tu paradeísu“ von Johannes Klimakos Erwähnung fand.

## Festtag und Attribut
Der Festtag des Heiligen Achatius Klimax ist der 27. November bzw. 7. Juli/29. November (Ostkirche). Hebräisch bedeutet Achatius „Gott hält“, griechisch „Der Unschuldige“. Er wird in der Kunst als Asket oder Mönch dargestellt.